# Le Monde à l'envers (film, 1998)
Pour les articles homonymes, voir Le Monde à l'envers.
Pour plus de détails, voir Fiche technique et Distribution.
Le Monde à l'envers est un film suisso- franco- italien réalisé par Rolando Colla, sorti en 1998. Il est projeté en première mondiale au Festival international du film de Locarno en août 1998, où il reçoit le prix du Jury des jeunes.

## Synopsis
En Bretagne, au XVIIIe siècle, une femme, dont le fiancé disparait le jour des noces, s'engage comme mousse sur un bateau.

## Fiche technique
- Titre français : Le Monde à l'envers
- Réalisation : Rolando Colla
- Scénario : Rolando Colla
- Photographie : Peter Indergrand
- Musique : Alex Kirschner
- Pays de production :  Suisse
- Dates de sortie :
  - Suisse : 14 août 1998 (Festival international du film de Locarno)
  - Suisse romande : 3 mai 1999
  - France : 11 octobre 2000

## Distribution
- Laurence Côte : Anne/Yann
- Denis Lavant : Yann
- Roschdy Zem : Nasser
- Yann Collette : Doc
- Fred Personne : le curé
- Philippe Nahon : le père d'Anne
- Jean-Claude Grenier : le capitaine
- Patrice Melennec : le tenancier
- Célia Granier-Deferre : Catherine